# Newtok
Newtok ist ein Ort und ein census-designated place (CDP) in der Bethel Census Area in Alaska. Von 1976 bis 1997 war Newtok eine City. Das U.S. Census Bureau hatte bei der Volkszählung 2020 eine Einwohnerzahl von 209 ermittelt. Das Eskimo-Dorf liegt im Yupik-Sprachenraum.

## Geographie
Newtok befindet sich nahe der Westküste von Alaska am Ninglick River, etwa 25 km oberhalb dessen Mündung in das Beringmeer. Die Insel Nelson Island befindet sich am gegenüberliegenden, südlichen Flussufer. Newtok befindet sich etwa 155 km westlich vom Verwaltungszentrum Bethel. Der etwa fünf Meter über dem Meeresspiegel gelegene Ort befindet sich im Yukon-Kuskokwim-Delta und ist vom Schutzgebiet Yukon Delta National Wildlife Refuge umgeben. Nächstgelegene Orte sind Tununak und Toksook Bay, beide etwa 50 km südsüdwestlich von Newtok, sowie Nightmute, 50 km südlich von Newtok.

## Geschichte
Der Ort wurde 1949 erstmals vom U.S. Geological Survey (USGS) gemeldet. Damals musste die Bevölkerung von „Old Kealavik“, die am gegenüberliegenden Flussufer lebte, wegen saisonalen Überflutungen nach Newtok umziehen. 1958 wurde in Newtok eine Schule errichtet, welche die unteren und mittleren Klassenstufen abdeckte. Bis in die 1960er Jahre diente der Ort als ein Winter-Camp. Seit Beginn der 1970er Jahre, mit der Errichtung einer Schule, einer Klinik, eines Flugplatzes und modernen Wohngebäuden, ist Newtok ganzjährig bewohnt. 1976 erhielt Newtok den Status einer „City“. 1997 gab der Ort diesen Gemeindestatus zugunsten eines traditionellen Stammesrats (traditional council governance) wieder auf. Seit dem Zensus 2000 ist Newtok ein census-designated place. Heute lebt die Gemeinde hauptsächlich von Subsistenzwirtschaft. Der Kauf und die Einfuhr von Alkohol sind verboten.

### Umzug von Newtok nach Mertarvik
Der Ort Newtok steht vermutlich kurz vor seiner Auflösung. Das Dorf wurde auf Permafrostboden errichtet, der aufgrund des Klimawandels taut. Weiterhin befindet sich der Ort direkt an einem Uferabschnitt des Ninglick River, der rasch erodiert. Schon im Jahr 1994 beriet die Ortsführung über einen Umzug der Gemeinde. 1996 wurde ein Platz namens „Mertarvik“, 14 km südlich von Newtok gelegen, als neuer Standort ausgewählt. 2003 wurde ein Landtausch mit dem U.S. Fish and Wildlife Service (FWS) unterzeichnet, da der neue Ort bis dahin Teil des Yukon Delta National Wildlife Refuge war. 2019 bezogen die ersten Bewohner die neue Siedlung Mertarvik (⊙).

## Demografie
Zum Zeitpunkt der Volkszählung im Jahre 2020 (U.S. Census 2020) hatte Newtok 209 Einwohner auf einer Landfläche von 3,45 km². Von den Einwohnern waren 4 Weiße sowie 198 amerikanisch-indianischer Abstammung.
Beim Zensus im Jahr 2000 wurden 321 Einwohner gezählt, 2010 waren es 354.